# Datowanie sotisowe
Datowanie sotisowe leży u podstaw tradycyjnej chronologii starożytnego Egiptu, gdyż jest jedyną metodą pozwalającą na możliwie precyzyjne umiejscowienie w czasie królów egipskich rządzących w II tysiącleciu przed n.e. Jako że praktycznie cała chronologia starożytna tego okresu (dla państw Żyznego Półksiężyca oraz basenu Morza Śródziemnego) opiera się na chronologii egipskiej, można stwierdzić, iż cała chronologia starożytna II tysiąclecia p.n.e. została opracowana pośrednio przy użyciu datowania sotisowego. Daty uzyskane tą metodą mają wpływ także na chronologię drugiej połowy III tysiąclecia p.n.e. oraz pierwszej połowy I tysiąclecia p.n.e.

## Cykl Sotisa
Nazwa metody sotisowej pochodzi od greckiego określenia Psiej Gwiazdy, Syriusza, którą starożytni Egipcjanie nazywali Sopdet (spdt). Heliakalny wschód tej gwiazdy był dla Egipcjan jednym z najważniejszych dni roku jako początek roku astronomicznego.
W kalendarzu juliańskim, który jest umownie stosowany dla całego okresu starożytności, heliakalny wschód Syriusza miał miejsce tego samego dnia roku kalendarzowego. Gdyby przeprowadzić obserwację z Memfis w XX wieku p.n.e. można by to zjawisko zaobserwować 17 lub 18 lipca, w X wieku p.n.e. – 18 lub 19 lipca, zaś w I wieku n.e. – 19 lub 20 lipca (są to dane przybliżone). Dla uproszczenia przyjmuje się, iż heliakalny wschód gwiazdy Sotis miał miejsce 19 lipca według obserwacji z Memfis oraz 14 lipca według obserwacji z Elefantyny. Obecnie w okolicach dawnego Memfis zjawisko to ma miejsce około 5 sierpnia każdego roku według kalendarza gregoriańskiego.
Cywilny kalendarz egipski liczył 12 miesięcy po 30 dni każdy oraz tzw. 5 dni epagomenalnych, tj. łącznie 365 dni. Jednakże wyczekiwany przez Egipcjan wschód Sopdet (prt spdt), będący dla nich jednocześnie początkiem roku astronomicznego, miał miejsce co 365,25 dni (średnia długość roku juliańskiego). Oznaczało to, że co cztery lata różnica pomiędzy umownym początkiem roku astronomicznego a początkiem roku kalendarzowego, wynosiła już cały jeden dzień. Innymi słowy, heliakalny wschód Syriusza przesuwał się o jeden dzień w przód po cywilnym kalendarzu egipskim raz na cztery lata. Łatwo obliczyć, iż 'przejście' po wszystkich dniach kalendarza trwało:
365 (dni kalendarza cywilnego) × 4 lata = 1460 lat
Pełny okres, w którym wschód Sotisa przesuwał się po wszystkich dniach kalendarza cywilnego, aż ponownie przypadał na 1. dzień 1. miesiąca pory Achet (wylewu Nilu - początku roku kalandarzowego) nazywany jest cyklem Sotisa.

### Świadectwa historyczne
Istnienie cyklu Sotisa poświadczają następujące źródła:
Censorinus, De Die Natali Liber (Z okazji urodzin), XVIII, XXIW tym po części astrologicznym a po części chronologicznym dziele napisanym ok. 238 roku n.e. dla swego patrona i nauczyciela, Quintusa Caerelliusa, autor opisuje cykl Sotisa oraz wspomina, iż XII dnia kalend sierpnia, tj. 21 lipca, w 139 roku n.e. heliakalny wschód Syriusza obserwowany był w Egipcie 1. dnia 1. miesiąca, czyli nastąpiło zamknięcie pełnego cyklu sotisa. Wielu astronomów uważa, iż datę wspomnianą przez Censorinusa należy poprawić na 20 lipca 139 n.e. Jednocześnie Censorinus stwierdza, że w roku pisania dzieła (238 n.e.) 1 Tot (1. dzień 1. miesiąca cywilnego kalendarza egipskiego) przypadał VII dnia kalend lipca, czyli 25 czerwca. Wschód Sotisa 20 lipca miał miejsce 25 dni później, co jest zgodne z zasadą przesuwania się tego zdarzenia względem egipskiego kalendarza cywilnego o jeden dzień raz na cztery lata (25×4 = 100, zaś od roku 139 n.e. do 238 n.e. minęło 100 lat bez jednego roku).
Teon z Aleksandrii, Schol. ad Arati PhaenomenaUczony z IV wieku po Chrystusie wspomina o 1460-letnim cyklu, oraz o Erze Menofresa, którą dzieliło 1605 lat od końca Ery Augusta i początku Ery Dioklecjana, tj. roku 284/285 n.e. Po odjęciu 145 lat otrzymuje się 1460 lat od Ery Menofresa do 139 roku n.e., co zgadza się z danymi dostarczonymi przez Censorinusa. Jednak Teon stwierdza także, że jeden z cykli sotisowych rozpoczął się w 5. roku Augusta (26/25 p.n.e.).
Ptolemeusz III Euergetes, Dekret z KanoposW roku 239 lub 238 p.n.e. Ptolemeusz usiłował przeprowadzić reformę cywilnego kalendarza egipskiego poprzez dodanie roku przestępnego raz na cztery lata. W roku wydania dekretu wschód Sotisa przypadał na 1. dzień 10. miesiąca w kalendarzu cywilnym. Oznacza to, iż pozostawało 95 dni w kalendarzu, które Sotis musiał "przejść", by dopełnić swój cykl wschodząc 1. dnia 1. miesiąca. Po przeliczeniach, daje to 380 lat, które dzieliły rok 239/238 p.n.e. od zakończenia cyklu Sotisa. Cykl powinien był zakończyć się w roku 142/143 n.e., co rozmija się z danymi Censorinusa o zaledwie 3 lub 4 lata.
dokumenty żydowskie z ElefantynyPapirusy z Elefantyny pisane przez Żydów pochodzą z V wieku przed Chrystusem. W większości przypadków zachował się na nich rok panowania oraz imię perskiego władcy, data według perskiego lub żydowskiego kalendarza lunarnego oraz data według egipskiego kalendarza cywilnego. Na podstawie dokonanych obliczeń można zauważyć przesunięcie kalendarza egipskiego względem dnia 19 lipca odpowiadające przewidywaniom opartym na informacjach Censorinusa.
Dodatkowo Hagedorn i Worp wymieniają liczne papirusy z pierwszych wieków naszej ery, które zawierają rok panowania cesarza rzymskiego, datę egipską starą i/lub nową oraz datę juliańską, np.:
pRyl 2.381rok 4 Kaliguli, 4 Mesore [=XII] = 20 Mesore [=XII] ("egipska" = "stara") [= 28 lipca 40 n.e.],
pLond. 130rok 3 Tytusa, 6 Farmuti [=VIII] = 2 Pachons [=IX] ("stara") = kalendy kwietnia [= 1 kwietnia 81 n.e.],
pFayum 139rok 1 Markusa i Werusa, 5 Mesore [=XII] ("grecka") = 16 Tot [=I] ("stara") [= 29 lipca 161 n.e.].
Po pierwsze, papirusy te wskazują na reformę kalendarza cywilnego z czasów cesarza Augusta, kiedy to według 'nowego' kalendarza zaczęto dodawać rok przestępny na wzór kalendarza juliańskiego (Dekret z Kanopos). W roku 40 różnica pomiędzy starym a nowym egipskim kalendarzem cywilnym wynosi 16 dni, w roku 81 – 26 dni, zaś w roku 161 już 46 dni. Wyraźnie widać, iż nowa rachuba rozpoczęła się w roku 25 p.n.e. lub rok lub 2 wcześniej, co dokładnie odpowiada wcześniej przytaczanemu stwierdzeniu Teona, iż cykl Sotisa został przerwany w 5. roku Augusta, jednak Egipcjanie nadal prowadzili rachubę czasu także według starego systemu, tj. bez dodawania dni przestępnych.
Po drugie, widać sposób w jaki 1 Tot, czyli 1. dzień 1. miesiąca przesuwał się względem kalendarza juliańskiego. W roku 40 n.e. 1 Tot przypadał na 13 sierpnia, w roku 81 n.e. – 3 sierpnia, zaś w roku 161 n.e. – 14 lipca. Według tych informacji heliakalny wschód Syriusza mógł wypadać 19 lipca w latach 140–141 n.e., 20 lipca w latach 136–137 n.e., 21 lipca w latach 132–133 n.e. Łącząc dane otrzymane z papirusów z informacją Censorinusa o 1 Tot przypadającym na 25 czerwca w roku 238 n.e. otrzymamy następujący schemat:
- 19 lipca: lata 140–142 n.e.
- 20 lipca: lata 136–138 n.e.
- 21 lipca: lata 132–134 n.e.

## Zastosowanie w chronologii
Zakładając niezmienność powyżej opisanego cyklu oraz istnienie dokumentów historycznych datujących wschód Sotisa za czasów różnych władców można by określić rok wzmianki z dokładnością do 4 lat. Uprzednio należałoby jedynie określić czy dany władca panował podczas cyklu zakończonego w roku 139 n.e. czy też może podczas cyklu jeszcze wcześniejszego.

### Rok rozpoczęcia ostatniego cyklu
Na podstawie prostych kalkulacji, cofając się w czasie o 1460 lat od roku 139 n.e. badacze ustalili, iż cykl wspomniany przez Censorinusa rozpoczął się w roku 1321 p.n.e. W tym przypadku popełniono drobny błąd, jako że nie ma roku 0., więc cały cykl należy liczyć od 1322 p.n.e. Z czasem egiptolodzy zakładając, iż w owym okresie heliakalny wschód Syriusza mógł być zaobserwowany nieco wcześniej niż w roku 139 n.e. zaczęli przesuwać datę rozpoczęcia cyklu z roku 1321 p.n.e. na 1317 p.n.e. a nawet dalej, tak iż obecnie niektórzy badacze postulują początek ostatniego cyklu na rok 1295 p.n.e.
Różnica pomiędzy rokiem 1322 p.n.e. (1460 lat wstecz od roku 139 n.e.) a rokiem 1295 p.n.e. wynosi 27 lat, co oznaczałoby, że ok. roku 1300 p.n.e. heliakalny wschód Syriusza obserwowany był 6–7 dni wcześniej niż w roku 139 n.e. Jednakże niewielu astronomów popiera takie spekulacje. Dla porównania, po upływie niemal 2000 lat heliakalny wschód Syriusza w okolicach Memfis ma obecnie miejsce 23 lipca według kalendarza juliańskiego, czyli doszło do 3-dniowego przesunięcia tego zjawiska względem momentu obserwacji z roku 139 n.e. (20 lipca). Tym niemniej, wielu egiptologów zakłada, iż w znacznie krótszym czasie w starożytności doszło do 2-krotnie większego przesunięcia momentu wschodu Sotisa względem kalendarza juliańskiego.

#### Era Menofresa
Opierając się na stwierdzeniu Teona z Aleksandrii egiptolodzy doszli do wniosku, iż początek ostatniego cyklu związany był z władcą o podobnym imieniu. Chociaż brzmienie słowa jest najbliższe egipskiej nazwie miasta Memfis (Men-Nefer) badacze ostatecznie odrzucili tę opcję, po części dlatego, iż była ona bezużyteczna dla celów datowania rządów konkretnego władcy. Wśród królów Egiptu wytypowano najbardziej prawdopodobnego kandydata na Menofresa: Menpehtyre, czyli Ramzesa I. Zachowane dokumenty wskazywały na to, iż Ramzes I rządził bardzo krótko, zaledwie rok lub 2 lata. Jako że był on jednocześnie założycielem XIX dynastii faraonów, egiptolodzy ogłosili, iż udało im się ustalić początek rządów XIX dynastii, który umiejscowiano ok. roku 1308 p.n.e. +/- 13 lat.

### Dokumenty staroegipskie
Wzmianki o wzejściu Sopdet zachowane na starożytnych papirusach także wskazują na istnienie cyklu Sotisa, gdyż wyraźnie widać, iż dzień ten przesuwał się po kalendarzu cywilnym wraz z rządami kolejnych władców czy dynastii. Do czasów obecnych przetrwały trzy dokumenty pozwalające na datowanie królów starożytnego Egiptu metodą datowania sotisowego.

#### Papirus Ebersa
Papirus Ebersa to długi dokument medyczny (108 kolumn po 20–22 linii każda) datowany na 9. dzień 11. miesiąca roku kalendarzowego w 9. roku panowania Amenhotepa I. Wówczas to miały miejsce uroczystości związane z początkiem nowego roku astronomicznego zsynchronizowanego z heliakalnym wschodem Syriusza (hb wpt rnpt) oraz odnotowano pojawienie się Sopdet (prt spdt). Niezrozumiałą jest wzmianka o pojawieniu się Sotisa także w kolejnych 11 miesiącach, być może chodzi o wynoszenie ze świątyni posągu będącego usosobieniem Syriusza. Jako że według daty na papirusie do 1. dnia 1. miesiąca roku kalendarzowego pozostawało 57 dni łatwo można było obliczyć, iż do zamknięcia pełnego cyklu pozostawało wówczas 228 lat. Egiptolodzy wiedzieli, iż chodziło o cykl wcześniejszy niż ten zakończony w 139 n.e. Dodając 228 lat do wcześniej ustalonego roku początku ostatniego cyklu (1321 p.n.e.) otrzymali rok 1549 p.n.e., przy czym znowu popełniono drobny błąd licząc rok 0. – poprawne obliczenia wskazywałyby na 1550 p.n.e. licząc wstecz od 1322 p.n.e.
W późniejszym okresie uznano, iż obserwacji dokonano prawdopodobnie w Tebach, które były stolicą imperium za czasów XVIII dynastii, co oznaczało obserwacje wcześniejsze o 4 dni niż w Memfis. Tak uzyskano rok 1533 p.n.e. jako datę powstania Papirusu Ebersa. Następnie, zakładając możliwość heliakalnego wschodu Syriusza dużo wcześniej niż 19 lipca w kalendarzu juliańskim przesunięto 9. rok rządów Amenhotepa I na 1505 p.n.e. Jest to prawdopodobnie błąd, gdyż różnica między 1533 p.n.e. i 1505 p.n.e. wynosi aż 28 lat, co oznacza, iż heliakalny wschód Sotisa musiał przesunąć się co najmniej o 7 dni względem kalendarza juliańskiego w przeciągu ponad 1600 lat. Astronomowie nie dopuszczającą możliwości zaobserwowania heliakalnego wschodu Syriusza ok. roku 1500 p.n.e. 12/13 lipca w Memfis i 8/9 lipca w Tebach.

#### Kalendarz z Elefantyny
Kalendarz z Elefantyny, fragmenty steli znalezione na wyspie Elefantyna wskazywały na pojawienie się Sopdet 28. dnia 11. miesiąca cywilnego roku kalendarzowego. Chociaż imienia władcy nie udało się ustalić, większość egiptologów przychyliła się do opinii, iż inskrypcja pochodziła z okresu panowania Totmesa III. Do 1. dnia 1. miesiąca pozostawało według dokumentu 38 dni roku kalendarzowego, co pomnożone przez 4 lata wskazywało na 152 lata, które musiały upłynąć przed zamknięciem cyklu Sotisa. Początkowo ustalono rok powstania steli na 1473 p.n.e., później datę tę zaniżono zakładając obserwacje z Teb oraz duże przesunięcie heliakalnego wschodu Syriusza względem kalendarza juliańskiego.

#### Papirus berliński nr 10012
W oazie Al-Fajjum niedaleko piramidy Senusereta II leży wioska El-Lahun, gdzie Flinders Petrie odkrył starożytne osiedle robotników. Znaleziono tam wiele fragmentów papirusów pochodzących z 2. połowy rządów XII dynastii, a wśród nich jeden dokument mówiący o pojawieniu się Sopdet 16. dnia 8. miesiąca roku kalendarzowego w 7. roku panowania. Imię króla nie zostało wymienione, jednak egiptolodzy ustalili, iż chodzi najprawdopodobniej o Senusereta III. Mnożąc pozostałe 140 dni razy 4 lata ustalono, iż do wcześniej określonej daty końca cyklu (1321 p.n.e.) pozostawało jeszcze 560 lat. Obliczono więc, iż 7. rok Senusereta III wypadał w 1881 p.n.e., po czym bezzasadnie przesuwano tę datę nawet do roku 1835 p.n.e.

### Chronologia sotisowa
Pomimo pewnych błędów, które przedstawiono powyżej, można stwierdzić, iż powszechnie przyjęta chronologia starożytnego Egiptu opiera się na datowaniu sotisowym, przez co określa się ją mianem chronologii sotisowej. Ustalone przez nią okresy przyjęły się do tego stopnia w literaturze fachowej, że nawet ci egiptolodzy, którzy kwestionują wiarygodność tej metody datowania opierają się na danych ustalonych za jej pomocą. Znanym wyjątkiem jest wśród badaczy David Rohl, który usiłował stworzyć całkowicie nową chronologię.

## Możliwe błędy w chronologii sotisowej
Datowanie sotisowe opiera się na założeniu, iż Egipcjanie nigdy nie dodawali dni przestępnych w kalendarzu cywilnym, ani też nie przeprowadzali reformy tego kalendarza na przestrzeni ponad 2. a nawet 3. tysięcy lat. Egiptolodzy chętnie zaakceptowali chronologię sotisową, gdyż oferowała ona jedyną możliwość precyzyjnego określenia chronologii starożytnego Egiptu dla II tysiąclecia przed Chrystusem.
Jednakże pod koniec XX wieku uczeni z kręgu różnych dziedzin zajmujących się datowaniem przedstawili dowody wskazujące na rozbieżność chronologii sotisowej z wynikami dostarczonymi przez inne metody datowania.

### Erupcja minojska a początek XVIII dynastii
Około połowy II tysiąclecia niezwykle zaawansowana cywilizacja minojska odeszła w zapomnienie na skutek erupcji minojskiej na dzisiejszej wyspie Santoryn, którą wielu utożsamia z mityczną Altantydą. Wulkanolodzy są zdania, iż wybuch Thery był największą erupcją wulkaniczną w dziejach cywilizacji porównywalną z wybuchem wulkanu Tambora w 1815 roku. Ocenia się, iż wulkan Thera był 4-krotnie większy od słynnego Krakatau, zaś siła jego erupcji 2-krotnie przewyższała moc wybuchu Krakatau z roku 1883. Fale tsunami wywołane wybuchem miały wysokość od 35 do 150 metrów, pumeks pochodzący z erupcji znaleziono na odległym o 110 kilometrów północnym wybrzeżu Krety na wysokości nawet 200 metrów a także w Egipcie.
Dzięki śladom, jakie erupcja minojska pozostawiła w Egipcie można dokładnie powiązać dzieje starożytnego Egiptu z cywilizacją minojską.
1. Malowidło z grobowca Senmuta przedstawia mężczyzn niosących wazy z późnominojskiego okresu 1A. Ich ubiór jest identyczny ze strojem sterników widniejących na fresku odkrytym w starożytnej miejscowości na Santorynie, której kres położyła erupcja minojska[3].
2. W grobowcu dostojnika ze starożytnego Knossos znaleziono alabastrowe naczynie egipskie noszące imię Totmesa III wraz z innymi przedmiotami pochodzącymi z okresu odbudowy nowego pałacu po jego zniszczeniu na skutek erupcji minojskiej (ceramika LM1B)[4].
3. W ruinach Knossos odkryto rozbity posąg, na którym widnieje imię User Amona, wezyra Totmesa III zapisane egipskimi hieroglifami[4].
4. W Tebach Zachodnich w grobowcu Rekmire (TT100), innego wezyra Totmesa III, zapisano wzmianki o Keftiu (biblijnych Kaftorytach) oraz malowidła ukazujące mężczyzn niosących późnominojskie naczynia w stylu 1A oraz jedno w stylu 1B. Keftiu po raz ostatni wymieniani są za czasów Amenhotepa II[5].
5. Manfred Bietak pod koniec XX wieku odkrył w Tall ad-Dab (Tell el-Dab'a) pumeks w warstwach datowanych na początek XVIII dynastii (Ahmose I – Totmes III). Pumeks mógł pochodzić jedynie z erupcji minojskiej.

Na podstawie zebranych informacji archeolodzy ustalili, iż erupcja minojska miała miejsce w pierwszej połowie panowania XVIII dynastii.

#### Stela Burz Ahmose

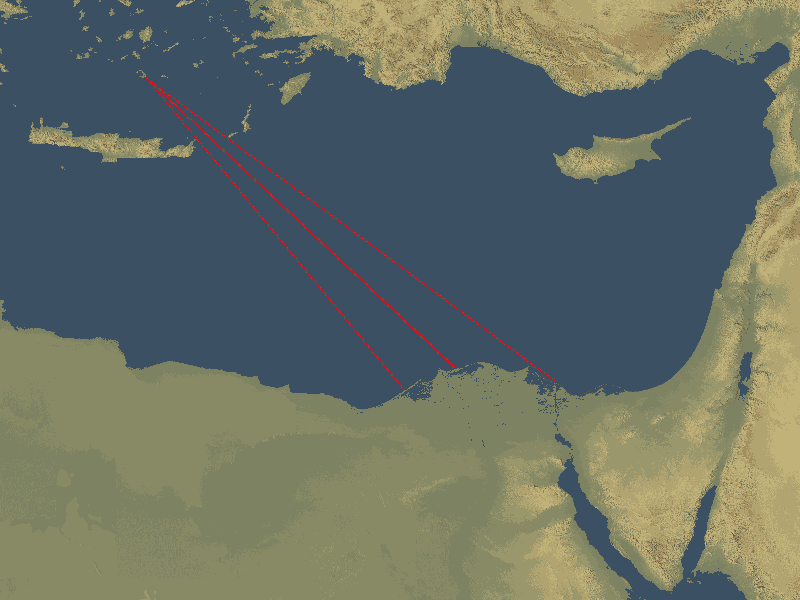
Fale tsunami wywołane erupcją minojską uderzyły zapewne w deltę Nilu

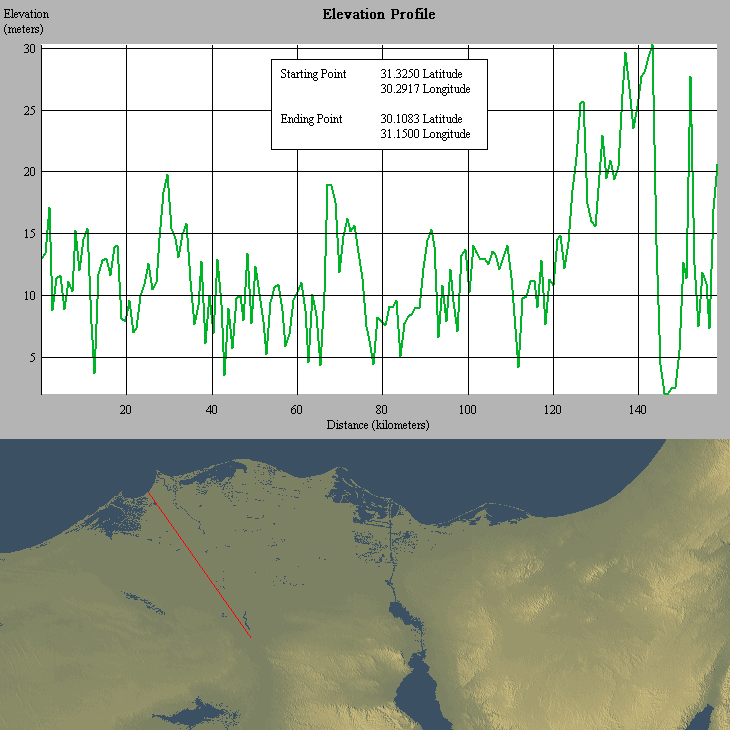
Delta Nilu znalazłaby się pod wodą

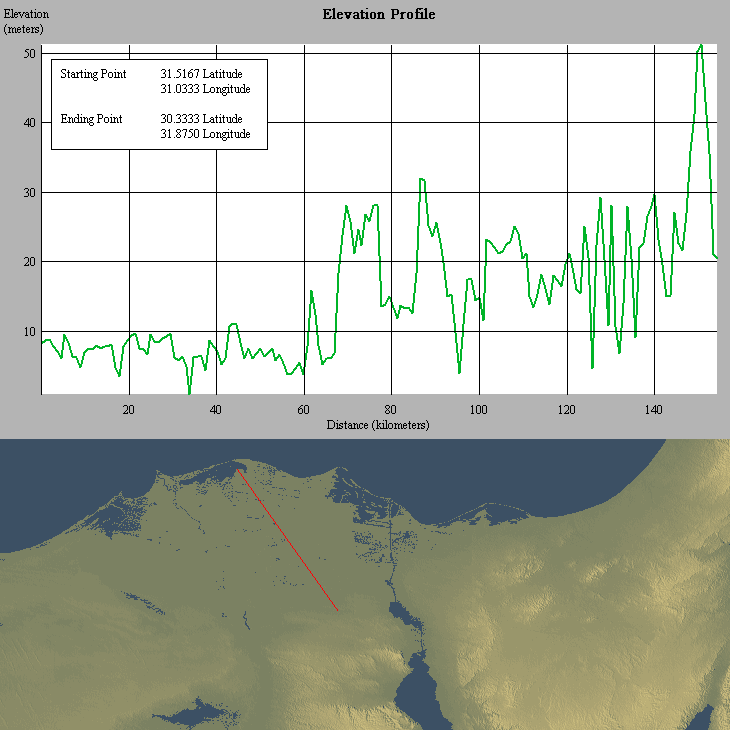
Delta Nilu znalazłaby się pod wodą

Król Ahmose I, założyciel XVIII dynastii wzniósł w Karnaku stelę, której egiptolodzy nadali nazwę Stela Burz ze względu na jej charakterystyczne przesłanie. Mianowicie Ahmose I twierdzi, iż odbudował grobowce i piramidy w Tebaidzie po tym jak zostały zniszczone przez nadzwyczaj gwałtowną burzę, która nawiedziła Górny Egipt:

Bogowie [sprawili, iż] niebo nadeszło w burzy de[szczu], z ciemnością w zachodnich regionach i niebo będąc rozpętane bez [przerwy, głośniejsze niż] krzyki tłumów, potężniejsze niż [?], [podczas gdy deszcz szalał (?)] w górach głośniej niż szum katarakty, która jest w Elefantynie. Każdy dom, każda dzielnica, którą dosięgły [?] unosząc się na wodzie niczym papirusowe łodzie naprzeciw królewskiej rezydencji przez okres [?] dni, podczas gdy pochodnia nie mogła być rozpalona w Obu Krajach /tj. Górnym i Dolnym Egipcie/. [...] Wtedy poinformowano Jego Majestat o wejściu (wody) na miejsca pochówków, że komory grobowe się zapadły, budowle cmentarne zostały podmyte, a piramidy się zawaliły, będąc uczynione tym czego nigdy nie uczyniono. Wtedy Jego Majestat nakazał odnowić świątynie, które obróciły się w ruinę w tym całym kraju: odmalować posągi bogów, wznieść otaczające je mury, dostarczyć święte przedmioty do szlachetnej komory, zamaskować tajne miejsca, wprowadzić w ich sanktuaria posągi kultowe, które zostały rzucone na ziemię, ustawić paleniska, wznieść stoły ofiarne, (...) przywrócić kraj do jego dawnego stanu.

Wielu badaczu łączy to wydarzenie ze zmianami klimatycznymi wywołanymi potężną erupcją minojską. Teoria ta jest prawdopodobna, gdyż pozostaje w zgodności z danymi archeologicznymi, chociaż austriacki zespół Manfreda Bietaka sugeruje, iż pumeks znaleziono w warstwach związanych raczej z okresem panowania Totmesa III.

#### Data erupcji a węgiel14C
Chronologia sotisowa została opracowana i przyjęta w pierwszej połowie XX wieku. Nie było wówczas metod datowania pozwalających na bezpośrednie określenie momentu erupcji minojskiej. Z tego też powodu datę erupcji ustalono pośrednio w oparciu o chronologię sotisową na rok 1550 p.n.e. opierając się na synchronizmie omawianego okresu w cywilizacji minojskiej z początkiem XVIII dynastii w Egipcie (patrz punkt Erupcja minojska a początek XVIII dynastii). Później datę tę przesuwano (wraz z różnymi zmianami w chronologii sotisowej) nawet na rok 1450 p.n.e.
Wraz z odkryciem metody datowania radiowęglowego przed archeologami otworzyły się nowe możliwości. Historycy otrzymali narzędzie pozwalające na weryfikację chronologii ustalonych wcześniej za pomocą innych metod datowania. W kręgu zainteresowania badaczy znalazł się także wulkan Thera, którego erupcja wstrząsnęła całym światem kultury minojskiej. Jednakże próbki materiałów pochodzących z czasów tej erupcji po poddaniu analizie metodą węglą 14C wskazywały na wybuch wulkanu w XVII wieku p.n.e., około roku 1640±30 p.n.e. Uczestnicy Trzeciego Międzynarodowego Kongresu poświęconego Therze na podstawie danych dostarczonych przez datowanie radiowęglowe uznali, iż do erupcji doszło pomiędzy 1680 a 1670 p.n.e., czyli ponad 100 do 200 lat wcześniej, niż wskazywała na to chronologia sotisowa.
Egiptolodzy całkowicie odrzucili możliwość dokonania tak dużych zmian w chronologii starożytnego Egiptu, do której przywykli już od 100 lat. Stwierdzili, iż wina leży po stronie datowania radiowęglowego, które w istocie często daje absurdalnie zawyżone wyniki.

#### Data erupcji a dendrochronologia
O ile metoda węgla C14 nie zawsze jest wiarygodna to wyniki dostarczone przez dendrochronologów trudno kwestionować, szczególnie jeżeli pochodzą one z analiz słojów najdłużej żyjących drzew na świecie: Pinus longaeva, czyli sosny długowiecznej.
W latach 80. XX wieku wykryto zależność pomiędzy wielkimi erupcjami wulkanicznymi a zniszczeniami powstającymi w nowych słojach drzew na skutek przedwczesnych przymrozków spowodowanych krótkotrwałą zmianą klimatu po erupcji. W 1984 czasopismo Nature opublikowało wyniki badań V. C. LaMarche i Katherine Hirsckboeck, którzy wykazali powyższą zależność na przykładzie wielkich erupcji z okresu minionego stulecia. Analizując słoje sosny długowiecznej z Gór Białych w Kalifornii natrafili oni na zniszczenia słojów spowodowane przedwczesnymi przymrozkami z 1883 (Krakatau), 1902 (Montagne Pelée, Soufrière na wyspie Saint Vincent, Santamaría w Gwatemali), 1912 (Katmai na Alasce) i 1963 (Agung). We wszystkich przypadkach zniszczenia w słojach pochodziły z roku erupcji lub z roku następnego. Z okresu od 2035 p.n.e. do 1884 n.e. dendrolodzy wykryli w słojach sosny długowiecznej ślady 17 wielkich erupcji, z których część znana jest ze źródeł historycznych, jak np. wybuch Etny z 42 p.n.e. Jednakże ze wszystkich erupcji, które miały miejsce w II. tysiącleciu przed Chrystusem tylko dwie pozostawiły swój ślad w słojach kalifornijskich sosen: pierwsza z roku 1900 p.n.e. i kolejna z roku 1626 p.n.e.
Biorąc pod uwagę fakt, iż erupcja minojska miała miejsce na półkuli północnej oraz była największym tego typu zdarzeniem w dziejach ludzkości, 2-krotnie potężniejszym od erupcji Krakatau oraz 40-krotnie od wybuchu Mount St. Helens, jest rzeczą nieprawdopodobną, by nie pozostawiła ona żadnych śladów w słojach sosny długowiecznej. Jedynym logicznym wnioskiem wydaje się w tej sytuacji zaakceptowanie faktu, iż erupcja minojska miała miejsce w roku 1626 p.n.e., ostatecznie zaś rok lub dwa wcześniej, czyli w roku 1627±1 p.n.e.
W taki oto sposób dane dostarczone przez dendrochronologię potwierdziły wcześniejsze wyniki analiz dokonanych przy zastosowaniu datowania radiowęglowego (patrz poprzedni punkt). Wówczas coraz więcej uczonych zaczęło zwracać uwagę na fakt, iż chronologia sotisowa zawiera pewne błędy i należy przesunąć początek rządów XVIII dynastii o kilkadziesiąt lat wstecz. Jednakże i tym razem egiptolodzy odrzucili tę sugestię obstając przy twierdzeniu, iż erupcja minojska pomimo swojego ogromu nie pozostawiła żadnego śladu w słojach badanych drzew. Spór toczy się do chwili obecnej.

### Teoria skróconego cyklu
Przy zastosowaniu poprawnych obliczeń cofając się o 1460 lat od roku 139 n.e. otrzymujemy 1322 p.n.e. jako początek ery Menofresa, gdyż rok 0. (zerowy) uwzględniany jest jedynie w astronomii, przez co lata p.n.e. zastępowane są latami – (minus). Z biegiem czasu egiptolodzy zaczęli postulować krótszy okres sotisowy, ze względu na możliwość wcześniejszych obserwacji heliakalnego wschodu Syriusza w II tysiącleciu przed Chrystusem. Wśród astronomów nie ma tu zgodności, jednak najczęściej wskazuje się na datę od 16 do 20 lipca (18 lipca ±2 dni) jako dzień, w którym zjawisko to było widoczne z okolic Memfis w roku 1300 p.n.e.
Część egiptologów zakładając, iż jeden z cyklów rozpoczął się 21 lipca 139 n.e., zaś podobne zdarzenie miało poprzednio miejsce 15 lipca w latach 1297-1294 p.n.e. opowiada się za nadzwyczaj późną chronologią i cyklem sotisowym krótszym o ponad 20 lat niż pierwotnie zakładano. Teoria ta ma swoje oczywiste przełożenie na datowanie rządów Amenhotepa I, początku Nowego Państwa i, co za tym idzie, erupcji Thery. Mianowicie zakładając, iż:
- heliakalny wschód Syriusza w roku 1500 p.n.e. był widoczny w Memfis 14 lipca,
- obserwacje prowadzono z Teb (ówczesnej stolicy), gdzie zjawisko to można obserwować 4 dni wcześniej niż w Memfis

wielu egiptologów twierdzi, iż data sotisowa z Papirusu Ebersa (patrz wyżej) datowanego na 9. rok rządów Amenhotepa I pochodzi z 10 lipca z lat 1505-1502 p.n.e., czyli 44 lata później niż pierwotnie ustalono (różnica 11. dni pomiędzy 10-07-1505 p.n.e. a 21-07-139 n.e. pomnożona przez 4 lata). Tym samym początek Nowego Państwa i jednocześnie rządów Ahmose I przesunięto z roku 1583 p.n.e. do roku 1539 p.n.e. (są do daty przybliżone, w zależności od źródła różnice mogą wynosić kilka do kilkunastu lat).
W wyniku zaadaptowania teorii skróconego cyklu sotisowego i przyjęcia późnej chronologii przepaść niecałych 50 lat pomiędzy datą erupcji Thery a początkiem XVIII dynastii powiększyła się do niemal 90 lat.
Jednakże niezgodność założenia skróconego cyklu sotisowego z datą wybuchu wulkanu na Santorini uzyskaną za pomocą dendrochronologii i datowania radiowęglowego nie jest jedynym problemem tej teorii.

#### Wzejście Sopdet w V wieku p.n.e.
Podwójnie datowane dokumenty rzymskie z I i II wieku n.e. dowodzą, iż 1 Tot w roku 139 n.e. mógł przypadać jedynie na 19 lub 20 lipca (patrz podpunkt Świadectwa historyczne).
Analiza podwójnie datowanych dokumentów żydowskich z Elefantyny sporządzonych w V wieku p.n.e. jednoznacznie pokazuje, że heliakalny wschód Syriusza świętowany był wówczas przez Egipcjan także 19 lub 20 lipca, gdyż w 15. na 16 przypadków daty uzyskane za pomocą tradycyjnego datowania sotisowego (1 dzień przesunięcia 1 Tot raz na 4 lata) pokrywają się z wynikami retrokalkulacji astronomicznych.
Innymi słowy, podwójnie datowane dokumenty rzymskie i żydowskie, które umożliwiają niezależne ustalenie dnia 1 Tot w wybranych latach dzięki odnotowanym obserwacjom lunarnym ukazują, iż w okresie od 471 p.n.e. do 161 n.e. (631 lat) cykl sotisowy nie został skrócony.

#### Asyryjskie zaćmienie Słońca
W 1867 roku Henry Rawlinson z pomocą astronomów ustalił, iż asyryjskie zaćmienie Słońca z czasów Aszur-dana III miało miejsce w 763 p.n.e. Data ta została przyjęta przez asyrologów i posłużono się nią przy ustalaniu lat panowania nie tylko władców Asryii, ale także królów Izraela i Egiptu z okresu I. połowy I tysiąclecia p.n.e., a także z końca II tysiąclecia p.n.e. Z biegiem czasu okazało się jednak, iż taka identyfikacja jest sprzeczna z zasadami kalendarza babilońskiego, gdyż 1 Nisan w 763 p.n.e. musiałby rozpocząć się 20 marca, tj. 8 lub 9 dni przed równonocą wiosenną, która w danym roku przypadała na 28/29 marca. Retrokalkulacje astronomiczne wykazały, że o zachodzie 24 czerwca 791 p.n.e. miało miejsce dość głębokie zaćmienie częściowe, które było doskonale widoczne z obszarów całej Mezopotamii i pozostawało w zgodności z zasadami kalendarza babilońskiego. Asyrolodzy pozostali jednak przy dacie podanej w XIX wieku przez Rawlinsona zakładając bardzo ryzykowne i bezpodstawne twierdzenie, że rok kalendarzowy u Asyryjczyków mógł się rozpocząć na wiele dni przed równonocą wiosenną.
Jeżeli asyryjskie zaćmienie Słońca miało miejsce w roku 791 p.n.e. (wiele na to wskazuje), to okres panowania Szeszonka I identyfikowanego z biblijnym Szeszakiem a tym samym początek rządów XXII dynastii należałoby przesunąć co najmniej 28 lat wstecz od obecnie przyjętej daty 945 p.n.e.
Teoria skróconego cyklu sotisowego jest w świetle tych danych mało prawdopodobna, gdyż okres 1295–973 p.n.e. byłby za krótki dla 25–28 władców z trzech dynastii (XIX, XX, XXI). Jeżeli jednak odejmiemy 28 lat od roku 1295 p.n.e. otrzymamy rok 1323 p.n.e., co w przybliżeniu pokrywa się z rokiem 1321 p.n.e. ustalonym pierwotnie jako początek ery Menofresa.

## Wnioski
Istnienie 1460-letniego cyklu sotisowego zakończonego w roku 139 n.e. jest potwierdzone przez kilkadziesiąt dokumentów. Papirusy pochodzące z czasów rzymskich pozwalają ustalić, że 1 Tot w roku 139 n.e. wypadał 19 lub 20 lipca w kalendarzu juliańskim (dokładnie 20 lipca w latach 136–137 n.e. oraz 19 lipca w latach 140–141 n.e.). Retrokalkulacje astronomiczne przeprowadzone w oparciu o papirusy z Elefantyny (V p.n.e.) jednoznacznie dowodzą, że w okresie od V p.n.e. do II wieku n.e. cykl sotisowy nie uległ skróceniu, lecz przebiegał zgodnie z zasadą przesunięcia heliakalnego wschodu Syriusza o 1 dzień w kalendarzu cywilnym raz na 4 lata.
Retrokalkulacje dokonane za pomocą datowania sotisowego rozmijają się z wynikami dostarczonymi przez dendrologię odnośnie do momentu erupcji wulkanu na Santorynie o ok. 50 lat dla XVII i XVI wieku p.n.e. Tym niemniej, założenia dendrochronologów są zgodne z wynikami uzyskanymi wcześniej przy zastosowaniu datowania radiowęglowego. Przyczyny tych rozbieżności i możliwych drobnych błędów w datowaniu sotisowym nie są znane. Pomimo przedstawionych argumentów, większość egiptologów nadal opowiada się za późną chronologią i cyklem sotisowym krótszym o ok. 20 lat niż pierwotnie zakładano.